# بوستوس ۲۱۴۱۸
سیارک ۲۱۴۱۸ (به انگلیسی: 21418 Bustos، نامگذاری:1998FY71) بیست و یک هزار و چهارصد و هجدهمین سیارک کشف شده‌است که در ۲۰ مارس ۱۹۹۸ کشف شد.
قدر مطلق سیارک برابر ۱۰.۷ است.